# 派馬工業
派馬工業公司，簡稱派馬工業（義大利語：Prima Industrie S.p.A.，BIT: PRI），在1977年，當時由多名投資者於都靈（最早成立工場）成立註冊為「PRIMA PROGETTI」，其後註冊企業為「PRIMA ELECTRONICS」（派馬電子公司）。現時總部位於科萊尼奧。
業務在全球經營其中之一為Prima Power，負責設計、生產及銷售用於三維（3D）及二維（2D）金屬部件切割、焊接及鑽孔之 激光器及利用機械工具（沖床、沖壓及剪切綜合系統、沖壓及激光切割綜合系統、面板成 型機、折彎機及自動化系統）進行鈑金處理之機器。其次，另一分部為Prima Electro，負責開發、生產及銷售電子能源及控制部件以及工業用高能激光產生器。
2015年8月14日至9月1日，香港上市公司力豐集團以總現金代價1,520,000歐元（相當於約12,920,000港元）收購該公司合共85,474股，收購價為每股14.60歐元（相當於124.15港元）至每股18.83歐元（相當於160.12 港元）。

## 外部連結
- primaindustrie.com （页面存档备份，存于）
- primapower.com （页面存档备份，存于）
- primaelectro.com （页面存档备份，存于）
- Profilo su Consob.it